# Albert Guyot

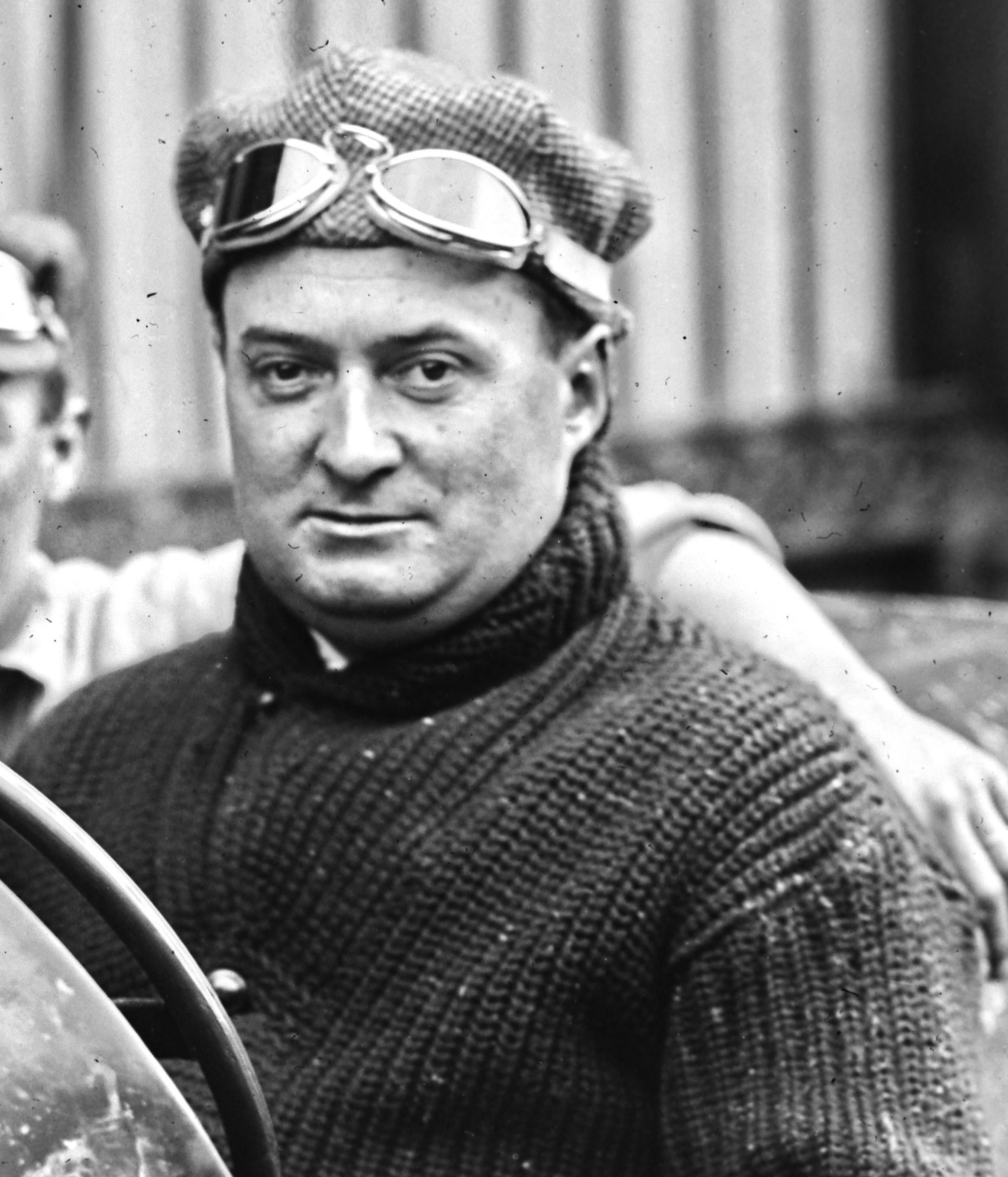
Albert Guyot beim Großen Preis von Frankreich 1922

Albert Guyot (* 25. Dezember 1881 in Saint-Jean-de-Braye; † 24. Mai 1947 in Neuilly-sur-Seine) war ein französischer Unternehmer, Flieger, Autorennfahrer und Fahrzeugkonstrukteur.

## Karriere als Rennfahrer
Albert Guyot war zwei Jahrzehnte als Rennfahrer aktiv. 1907 war er Teilnehmer beim Kaiserpreis-Rennen. Das von Kaiser Wilhelm II. ins Leben gerufene Rennen war nach dem Gordon-Bennett-Cup 1904 die zweite Motorsportveranstaltung im Deutschen Kaiserreich. Guyot zählte neben den beiden Briten John Moore-Brabazon und Kenelm Lee Guinness zur Mannschaft des belgischen Minerva-Teams. Im Rennen fiel er während des Finallaufes aus. 
1908 unterschrieb er einen Werksvertrag bei Delage und gewann auf dem Type ZC die Coupe des Voiturettes in Dieppe. Beim Großen Preis von Frankreich 1913 am Circuit de Picardie bei Amiens kam er im Delage Type Y als Fünfter ins Ziel, knapp hinter seinem Teamkollegen Paul Bablot. Beim Großen Preis 1914, diesmal auf dem Circuit de Lyon, fiel er im Type S in der 18. Runde nach einem Motorschaden aus. Beifahrender Mechaniker war der spätere Rennfahrer Charles Flohot.
1913 gehörte er zur Gruppe der französischen Rennfahrer, die das 500-Meilen-Rennen von Indianapolis dominierten. Guyot ging aus der ersten Startreihe ins Rennen und beendete es auf einem Werks-Sunbeam an vierter Stelle. Sieger war Landsmann Jules Goux auf Peugeot. 1914 waren die französischen Fahrer noch überlegener als im Jahr davor. René Thomas führte einen Vierfachsieg an. Guyot wurde im Delage Dritter.
Nach dem Ende des Ersten Weltkriegs startete er zuerst für Ballot und ab 1921 für Duesenberg. Seine ruhige und präzise Fahrweise führte 1919 zu einem weiteren erfolgreichen Start in Indianapolis, wo er im Ballot als Vierter ins Ziel kam. Die Duesenberg-Brüder engagierten sich zu Beginn der 1920er-Jahre mit ihren modernen 3-Liter-Rennwagen im europäischen Grand-Prix-Sport. Albert Champion finanzierte die Teilnahme des Duesenberg-Teams beim Großen Preis von Frankreich 1921. Zwei US-Amerikaner und drei Franzosen bildeten die Fahrermannschaft, zu der auch Guyot zählte. Während er das Rennen auf dem Circuit de la Sarthe als Sechster beendete, gewann sein Teamkollege Jimmy Murphy. Im selben Jahr gewann er auf einem Bignan den Großen Preis von Korsika. Sein letzter Rennsieg war der Erfolg auf einem Rolland-Pilain A22 beim Gran Premio de San Sebastián 1923.

## Unternehmer und Fahrzeugkonstrukteur
Ab 1925 bestritt Guyot seine Rennen mit Eigenkonstruktionen, die im 1925 gegründeten Unternehmen Établissements Albert Guyot et Cie entstanden. Zum Rennwagenbau kamen Straßenwagen in kleiner Stückzahl. Quellen nennen Produktionseinheiten zwischen 30 und 70 Fahrzeugen im Zeitraum 1925 bis 1931.
Guyots Fahrerkarriere endete 1927. Auslöser war der tödliche Unfall von Gérard de Courcelles, dem Le-Mans-Gesamtsieger von 1925, auf einem Guyot Special bei einem Voiturette-Rennen auf dem Autodrome de Linas-Montlhéry. 

## Flieger
Albert Guyot war ein französischer Flugpionier. Er war ein Freund von Louis Blériot und besaß eine Blériot XI, mit der er mehrere Langstreckenflüge unternahm.

## Tod im Restaurant
Albert Guyot beging im Mai 1947 auf spektakuläre Weise Selbstmord. Nach einem ausgiebigen Ess- und Trinkgelage mit Freunden aus der Motorsportwelt, zu denen auch René Thomas gehörte, vergiftete er sich mit Blausäure in der Toilette eines Restaurants in Neuilly-sur-Seine. Bald kamen Gerüchte auf, sein Freitod könne im Zusammenhang mit dem Tod von Robert Benoist stehen. Benoist war 1944 von der Gestapo verhaftet und im KZ Buchenwald hingerichtet worden. Das Special Operations Executive der Britischen Armee führte eine Akte über Robert Benoist, in der sich der Name Guyot fand. In seinem Werk The Grand Prix Saboteurs stellte der britische Autor Joe Saward Vermutungen über eine Beteiligung von Guyot am Verrat des Aufenthaltsorts von Benoist an. Von offiziellen Stellen gab es für diese Spekulationen keine Bestätigung und der Grund für Guyots Freitod blieb offen. 

## Galerie

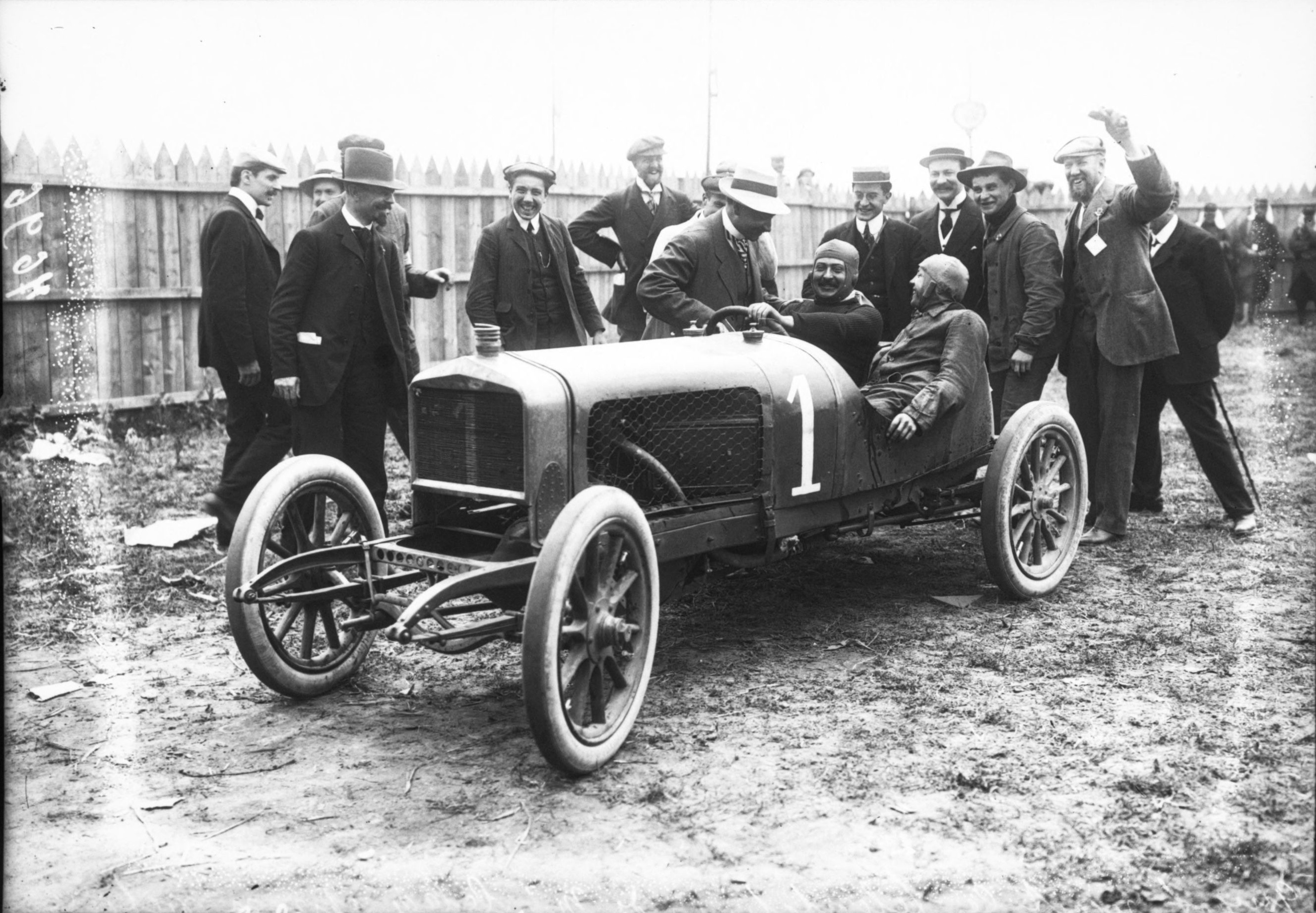
Albert Guyot am Steuer eines Delage Type ZC, nach seinem Sieg beim Coupe des Voiturettes 1908
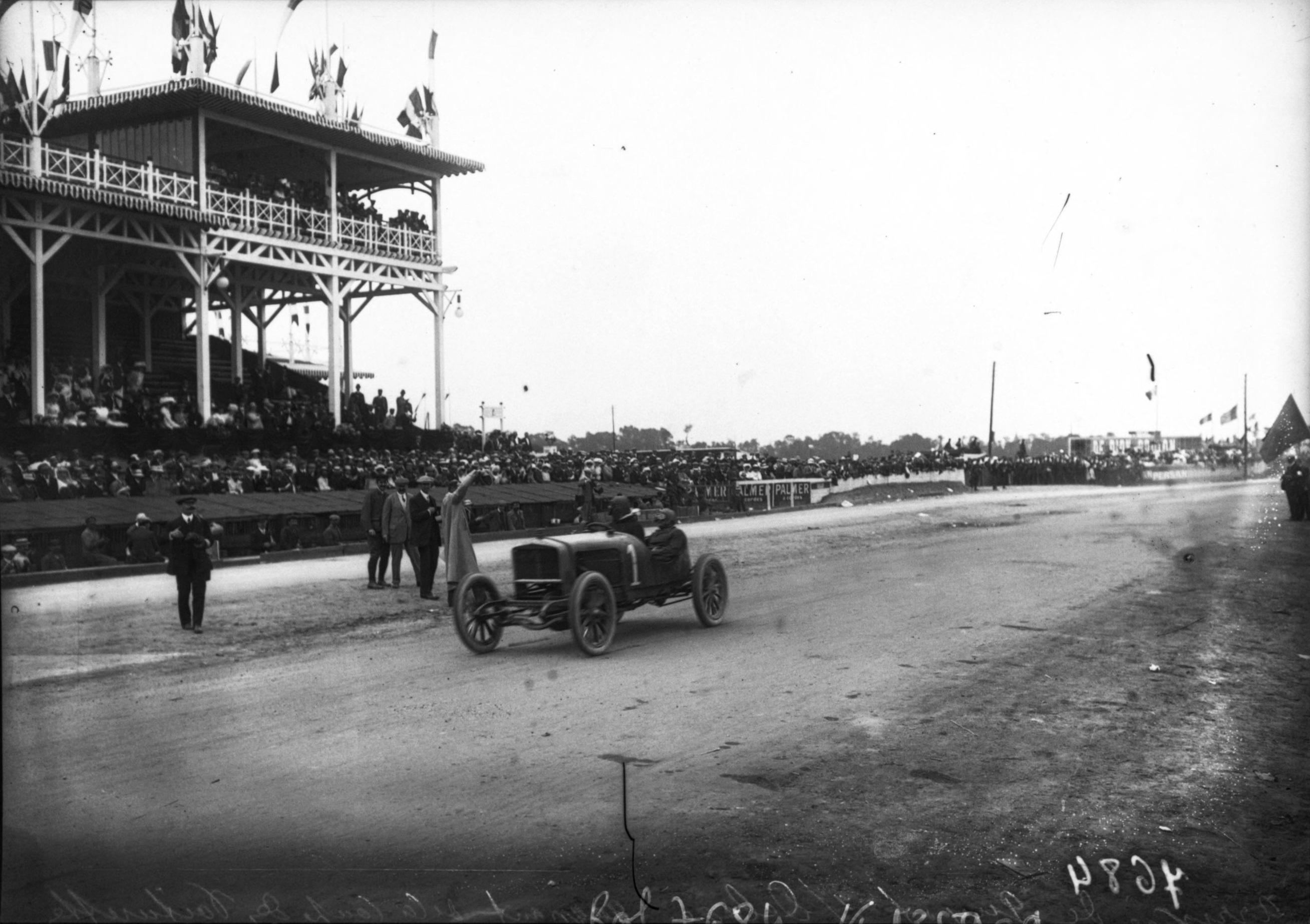
Beim Coupe des Voiturettes 1908
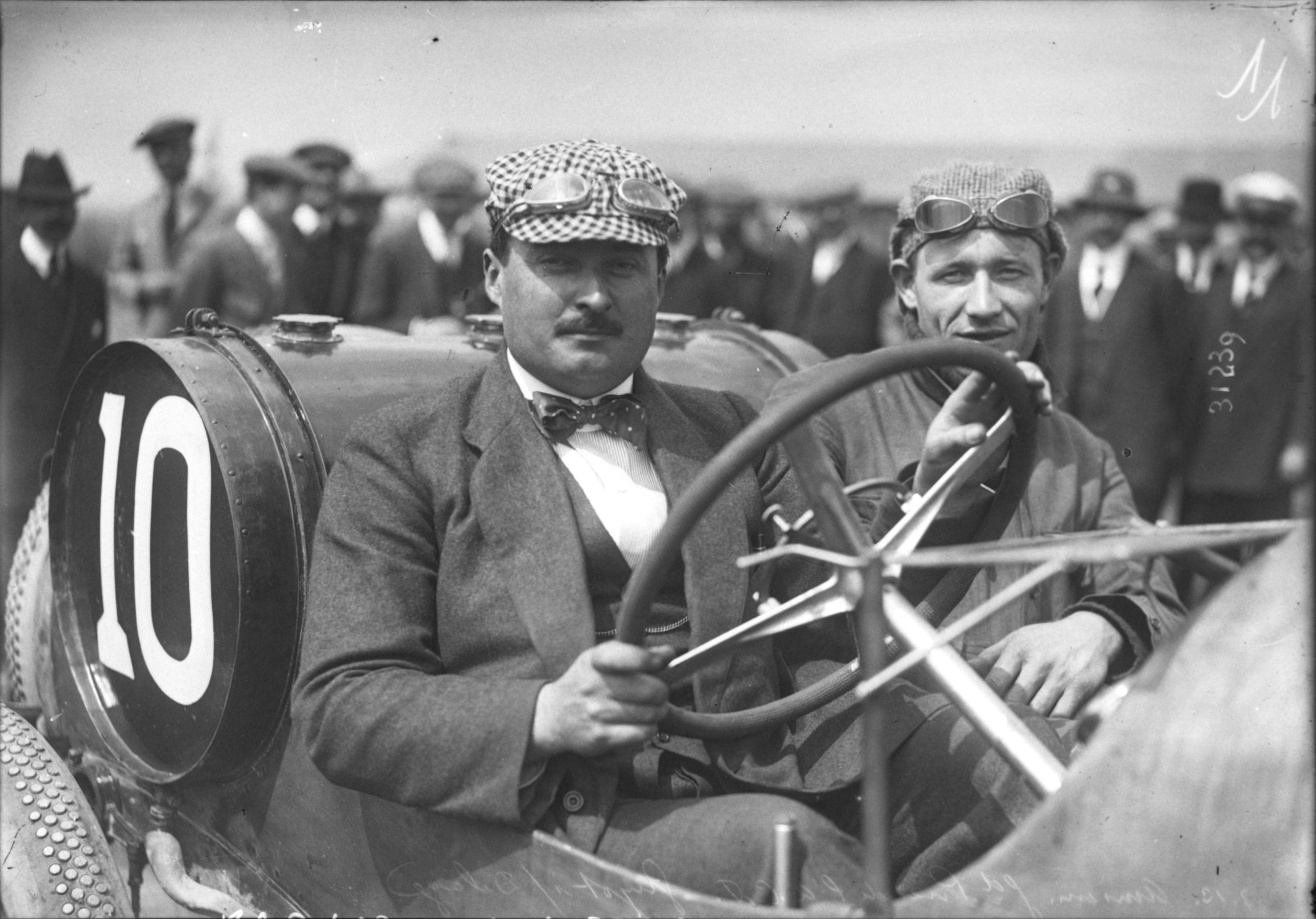
Im Delage Type Y beim Großen Preis von Frankreich 1913
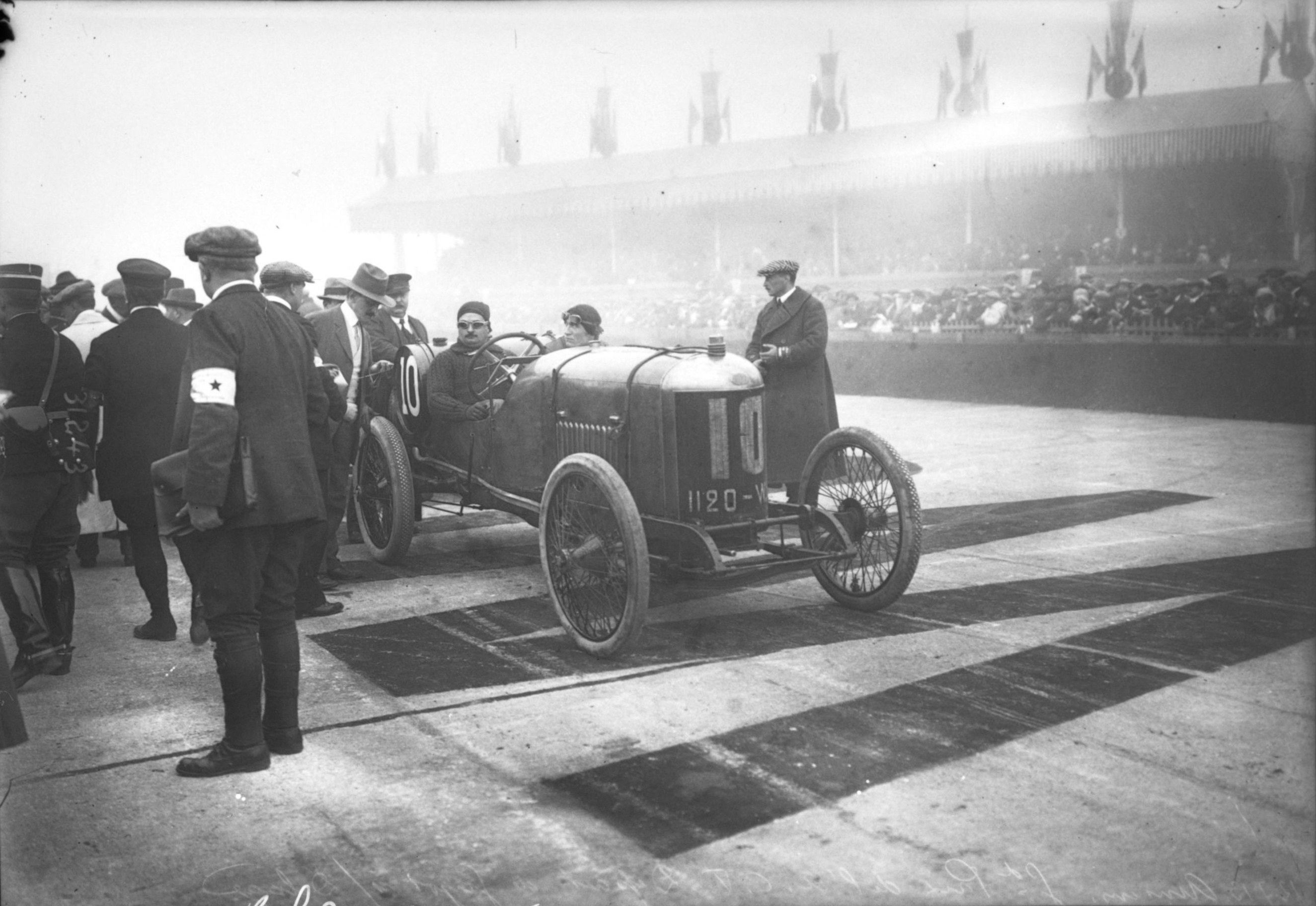
Vor dem Start zum Großen Preis von Frankreich 1913
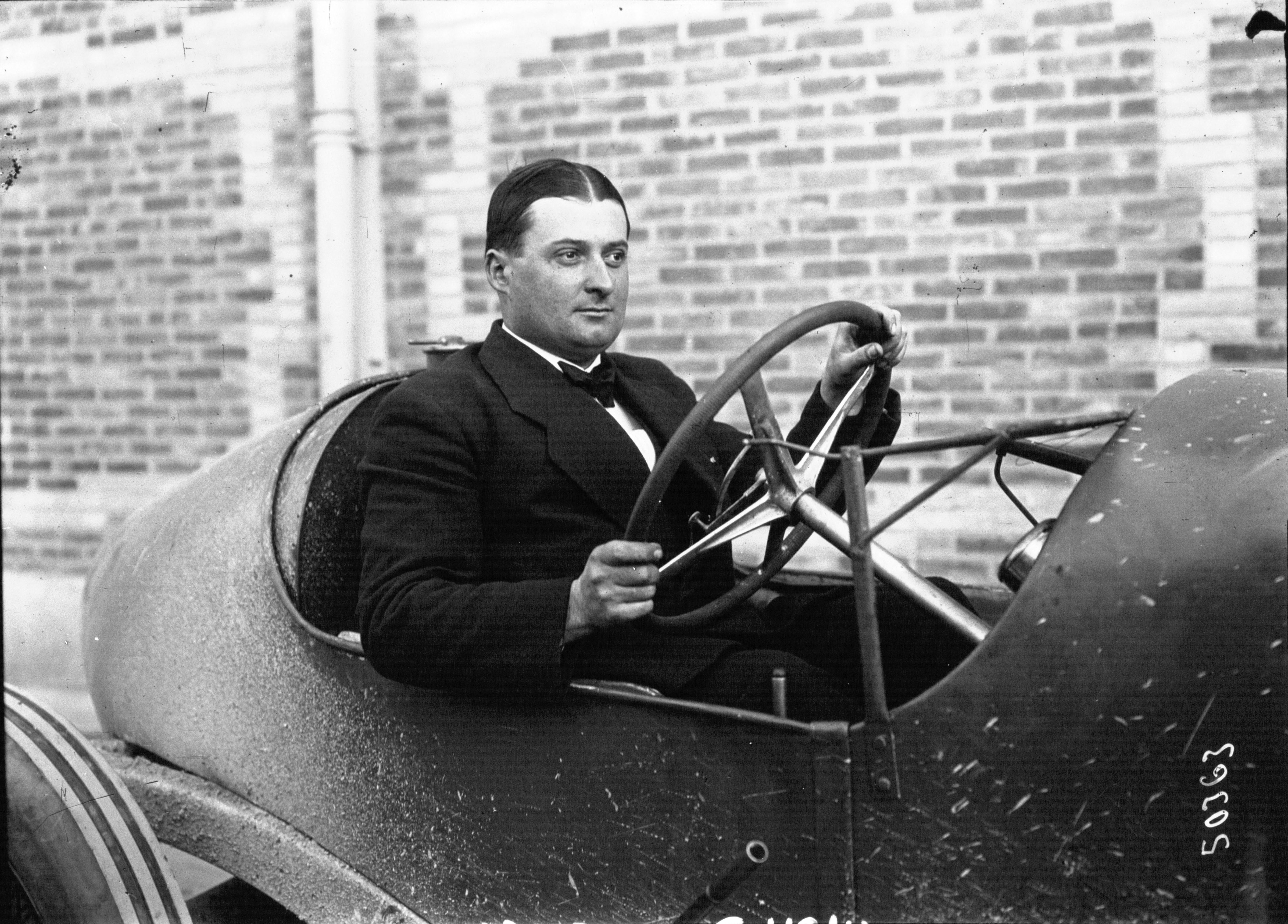
Im Delage beim Indianapolis 500 1914
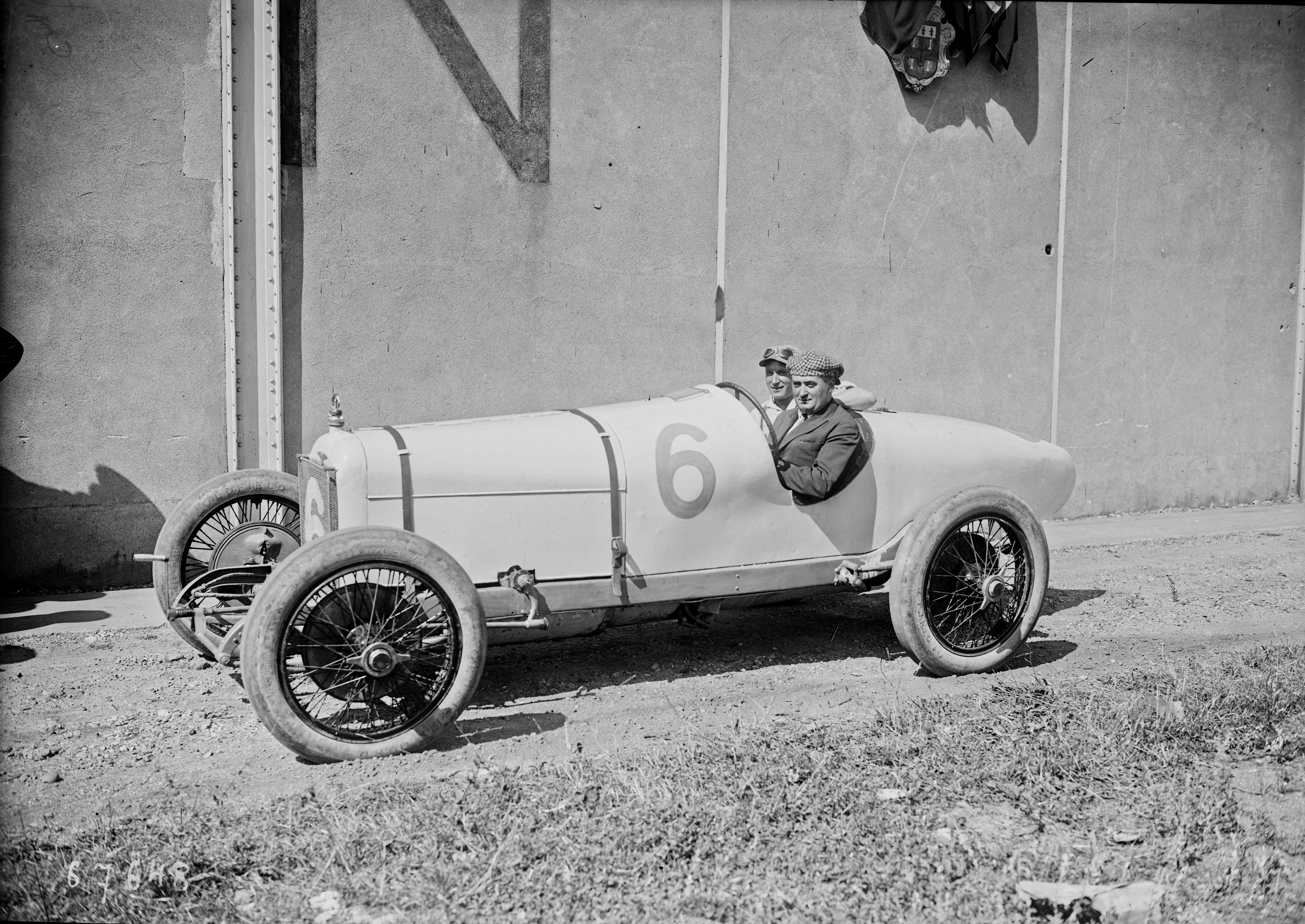
Im Duesenberg GP vor dem Start zum Großen Preis von Frankreich 1921
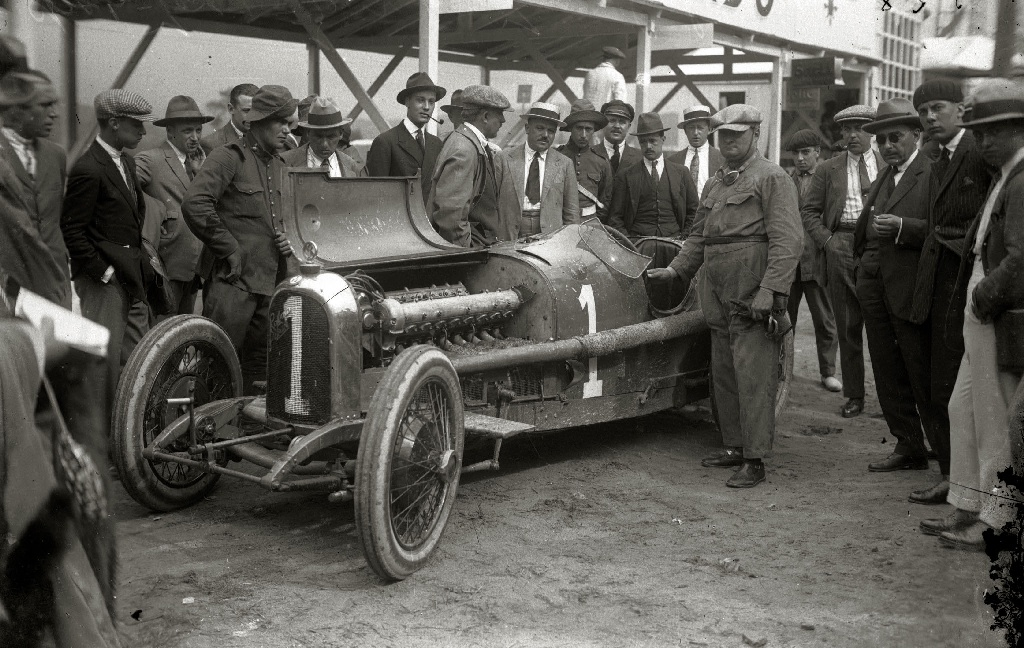
Rolland-Pilain A22, Siegerwagen beim Gran Premio de San Sebastián 1923